# Lieftinckana plagiata
Lieftinckana plagiata är en insektsart som beskrevs av Victor Lallemand och Synave 1955. Lieftinckana plagiata ingår i släktet Lieftinckana och familjen spottstritar. Inga underarter finns listade i Catalogue of Life.